# Hamzeh Zarini
Hamzeh Zarini est un joueur iranien de volley-ball né le 18 octobre 1985 à Eslamshahr. Il mesure 1,98 m et joue Réceptionneur-attaquant en équipe d'Iran.